# Trnovo (district de Martin)
Trnovo (hongrois : Tarnó) est un village de Slovaquie situé dans la région de Žilina.

## Histoire
La première mention écrite du village date de 1256.

## Démographie

### Évolution de la population
| Année:               | 1994. | 2004.    | 2014.    | 2024.   |
| -------------------- | ----- | -------- | -------- | ------- |
| Nombre de personnes: | 197   | 217      | 261      | 269     |
| Différence:          |       | +10,15 % | +20,27 % | +3,06 % |

| Année:               | 2023. | 2024.   |
| -------------------- | ----- | ------- |
| Nombre de personnes: | 270   | 269     |
| Différence:          |       | -0,37 % |